# Зарубино (Новгородская область)
Зарубино — село в Любытинском муниципальном районе Новгородской области. Расположено в 10 км от административного центра района — посёлка Любытино.

## История
История Зарубино связана с имеющимся месторождением огнеупорных глин, добыча которых на территории современного населённого пункта началась в XIX веке. Первое здание в Зарубино — контору шахты комбината «Красный керамик» построили в 1920 году. Указом Президиума Верховного Совета РСФСР от 27 августа 1939 года Зарубино было преобразовано в рабочий посёлок. Шахту, добывавшую огнеупорные глины для комбината огнеупоров в Боровичах, из-за усложнения гидрологических условий и нерентабельности в 1991 году закрыли. Вторым по величине предприятием в посёлке был филиал Кировского завода, преобразованный к началу XXI века в ТОО «Зарубинский механический завод», а затем в небольшое предприятие по заготовке и переработке леса, которое быстро прекратило свою деятельность. Закрытие промышленных предприятий в посёлке вызвало значительный отток населения, а в 2004 году Зарубино было преобразовано в сельский населённый пункт — село Зарубино.

## Демография
Численность населения Зарубино:
- по Всесоюзной переписи населения СССР 1959 года — 3084 человек[5];
- на 1 января 2008 года — 1551 человек;
- на 1 января 2009 года — 1535 человек[6].

| 1970 | 1979  | 1989  | 2002  | 2010  |
| ---- | ----- | ----- | ----- | ----- |
| 3081 | ↘2642 | ↘2369 | ↘1650 | ↘1206 |

## Образование
В селе есть детский сад, средняя школа и социальный приют «Родничок».

## Здравоохранение
На территории села расположена центральная районная больница на 60 коек и поликлиника. В больнице работают следующие специалисты: хирург, терапевт, гинеколог, невропатолог, педиатр, зубной техник.

## Транспорт
На расстоянии 1 км от села проходит автомобильная дорога областного значения Р53: 
(федеральная автомобильная дорога «Россия» М10 — Селищи — Малая Вишера — Любытино — Боровичи).
Село расположено у линии Октябрьской железной дороги: Окуловка — Любытино — Неболчи.
Поезд следует с остановками по следующим пунктам:
Окуловка, Поддубье, Кулотино, Котово, Топорок, Вомпе (село Комарово), Зарубино, 55 км (Нарезка), Гамзино, Любытино, Щегрино, Чадково, Перница, Неболчи
В январе 2014 года указанный поезд отменен. А с января 2016 года поезд был восстановлен по вторникам сообщением Окуловка - Неболчи, а также пригородный поезд сообщением Великий Новгород - Окуловка (следует по субботам и воскресеньям) через Чудово, Кириши, Будогощь, Неболчи, Перница,Чадково, Любытино, Гамзино,55 км (Нарезка), Зарубино, Комарово, Трубец, Топорок, Котово, Кулотино